# Astragalus karl-heinzii
Astragalus karl-heinzii es una especie de planta del género Astragalus, de la familia de las leguminosas, orden Fabales.

## Distribución
Astragalus karl-heinzii se distribuye por Irán.

## Taxonomía
Fue descrita científicamente por Maassoumi. Fue publicada en Iran. J. Bot. 13(2): 78 (-79) (2007).